# Ford Kuga
La Ford Kuga è una autovettura Sport Utility Vehicle di segmento C prodotta dalla Ford a partire dal 2008.
Definito dalla casa madre come crossover, è basato sulla piattaforma della Focus e della monovolume da essa derivata (la C-MAX). Tale base, denominata C1, viene utilizzata anche da altre vetture del gruppo Ford come la Volvo C30, la Volvo S40, la Volvo V50, la Volvo C70, la Mazda 3 e la Mazda 5.

## Prima serie (2008-2012)
La linea è dovuta al centro stile interno della casa, in quel periodo diretto da Martin Smith, e per la produzione venne scelto lo stabilimento tedesco di Saarlouis. La vettura fu presentata in anteprima al Salone dell'automobile di Francoforte nel settembre 2007, per entrare poi in commercio per l'Europa dall'inizio di giugno 2008.
Il veicolo viene proposto in diversi paesi Europei con la trazione integrale (4WD) e anche con la sola trazione anteriore (2WD).
Il sistema 4WD della Kuga è basato meccanicamente su una soluzione di tipo Haldex. Si tratta in realtà di una trazione intelligente capace di intervenire in maniera repentina all'occorrenza quando il veicolo necessita di trazione anche alle ruote posteriori. Il sistema quindi attraverso un sofisticato interconnesso elettronico capace di reagire in maniera differente in base alle condizioni della superficie ingaggia il cardano per il differenziale Haldex al posteriore offrendo a esso una ripartizione che arriva fino al 50% della coppia totale. Il sistema in maniera del tutto automatica è capace d'inviare potenza anche a una singola ruota. Il veicolo quindi è adatto ad avanzare anche con una sola ruota in trazione. Per le Kuga dotate di trazione 4WD viene applicata una precarica del 10% di coppia alle ruote posteriori a prescindere dalle condizioni del fondo stradale.
La Kuga viene proposta in due motorizzazioni: un 2 litri (di origine PSA) a gasolio da 136 CV (con DPF di serie) Euro 4 e successivamente Euro 5 con le nuove motorizzazioni Diesel e due allestimenti diversi (Plus e Titanium), e un 2,5 litri turbo a benzina da 200 cavalli (motore di origine Volvo) abbinato a un cambio automatico sequenziale a doppia frizione powershift.
Gli pneumatici utilizzabili sono da 235/55/17, 235/50/18, 235/45/19 e 235/60/16 di sola marcatura M+S con o senza snow-flake e 215/65/16.
La vettura è stata sottoposta nel 2008 ai crash test dell'Euro NCAP ottenendo il risultato di 5 stelle.

### Motorizzazioni
| Modello          | Disponibilità | Motore  | Cilindrata (cm³) | Potenza max     | Coppia max (Nm) | Emissioni CO2 (g/km) | 0–100 km/h (secondi) | Velocità max (km/h) | Consumo medio (km/l) |
| 2.5 5Tronic      | dall'esordio  | Benzina | 2521             | 147 kW (200 CV) | 320             | 244                  | 8,8                  | 205                 | 9,7                  |
| 2.5 T            | dall'esordio  | Benzina | 2521             | 147 kW (200 CV) | 320             | 244                  | 8,2                  | 218                 | 10,2                 |
| 2.0 TDCi DPF 2WD | dall'esordio  | Diesel  | 1997             | 103 kW (140 CV) | 320             | 156                  | 10,2                 | 186                 | 16,9                 |
| 2.0 TDCi DPF     | dall'esordio  | Diesel  | 1997             | 120 kW (163 CV) | 340             | 159                  | 9,6                  | 195                 | 16,7                 |

## Seconda serie (2012-2019)
La nuova Ford Kuga, basata sulla piattaforma della contemporanea Ford Focus, viene presentata al salone dell'automobile di Los Angeles del 2011 come Ford Escape in quanto è stata realizzata principalmente per sostituire il precedente modello realizzato negli Stati Uniti sino dal 2001.
In questo caso si tratta infatti di una world car, non più fabbricata in Germania ma in vari stabilimenti; la versione per il mercato europeo è costruita a Valencia in Spagna. Più lunga di 8 mm e più larga di 4 rispetto alla precedente versione, ne conserva la linea filante e aerodinamica. Proposta sia a trazione anteriore sia a quattro ruote motrici, è disponibile nella variante benzina con il 1.6 Ecoboost turbo da 150 CV (2WD) e uno da 182 CV esclusivamente con cambio automatico PowerShift e nella versione a gasolio con il 2.0 TDCi da 140 e 163 CV (AWD), con cambio manuale o robotizzato a doppia frizione e sei marce PowerShift. Dal 2015 sono disponibili le motorizzazioni Euro 6 con il 1.5 Ecoboost turbo da 150 CV e 120 CV (2WD) e il 2.0 TDCi da 120 CV (2WD), 150 CV (AWD) o 180 CV (AWD).
Anche la seconda serie è stata sottoposta alle prove di impatto dell'EuroNCAP nel 2012, ottenendo nuovamente il risultato di 5 stelle.

### Restyling 2017

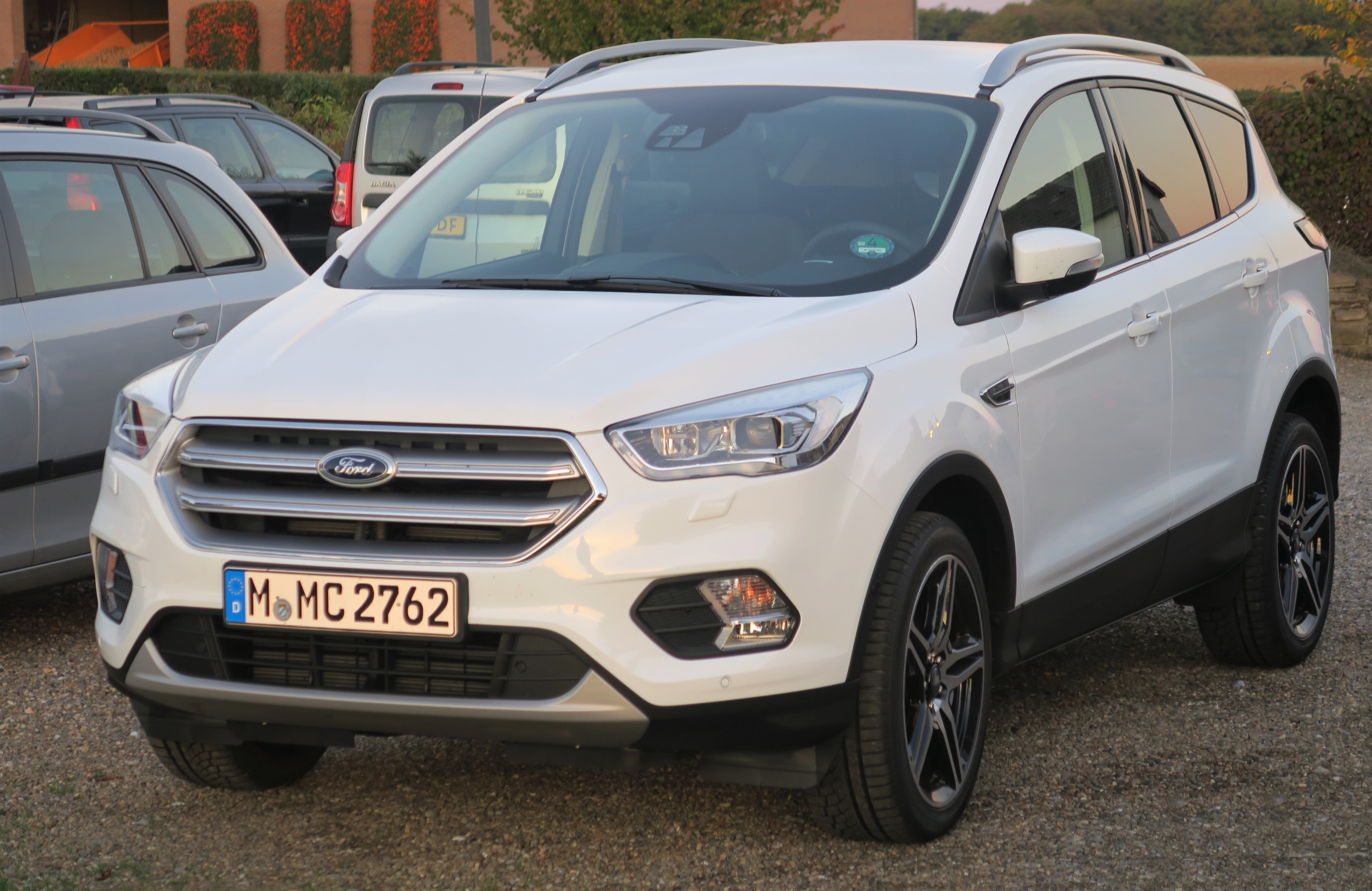
Ford Kuga II serie restyling del 2017

Il 18 novembre 2015, Ford ha presentato l'aggiornamento della versione statunitense "Escape", seguito da quello della versione europea avvenuto nei primi mesi del 2016. L'aggiornamento ha riguardato principalmente il frontale con un'inedita calandra dotata di mascherina e fari dalla forma più spigolosa con bordi squadrati con griglia esagonale e stemma al centro di essa; la parte posteriore ha ora nuove luci posteriori a LED rimodellate dalla forma più esagonale.
L'interno è stato leggermente rivisto, principalmente nel posto guida e sul volante. Il sistema di infotainment è il nuovo Sync 3 che aggiunge inedite funzionalità, coadiuvato da una nuova applicazione per smartphone chiamata Sync Connect, che consente ai proprietari di monitorare a distanza il loro veicolo, controllare i livelli di carburante, di bloccare e sbloccare le serratura delle porte e di avviare il motore.

### Motorizzazioni
| Modello                 | Disponibilità        | Motore  | Cilindrata (cm³) | Potenza max     | Coppia max (Nm) | Emissioni CO2 (g/km) | 0–100 km/h (secondi) | Velocità max (km/h) | Consumo medio (km/l) |
| 1.5 EcoBoost 120 CV 2WD | dal 2015             | Benzina | 1499             | 88 kW (120 CV)  | 240             | 143                  | 10                   | 195                 | 15,5                 |
| 1.5 TDCI 120 CV 2WD     |                      | Diesel  | 1499             | 88 kW (120 CV)  |                 |                      |                      |                     |                      |
| 1.6 EcoBoost 150 CV     | dall'esordio al 2015 | Benzina | 1596             | 110 kW (150 CV) | 240             | 154                  | 9,7                  | 195                 | 14,3                 |
| 2.0 TDCI 115 CV         | dal 2014 al 2015     | Diesel  | 1997             | 85 kW (115 CV)  | 300             | 139                  | 12,2                 | 180                 | 18,8                 |
| 2.0 TDCI 120 CV 2WD     | dal 2014             | Diesel  | 1997             | 88 kW (120 CV)  | 300             | 122                  | 12,2                 | 180                 | 20,8                 |
| 2.0 TDCI 140 CV         | dall'esordio al 2014 | Diesel  | 1997             | 103 kW (140 CV) | 320             | 139                  | 10,6                 | 190                 | 18,8                 |
| 2.0 TDCI 150 CV 4WD     | dal 2014             | Diesel  | 1997             | 110 kW (150 CV) | 320             | 135                  | 10,7                 | 192                 | 18,9                 |
| 2.0 TDCI 163 CV         | dall'esordio al 2015 | Diesel  | 1997             | 120 kW (163 CV) | 340             | 162                  | 10,4                 | 196                 | 15,8                 |
| 2.0 TDCI 180 CV 4WD     | dal 2014             | Diesel  | 1997             | 132 kW (179 CV) | 340             | 140                  | 9,8                  | 200                 | 18,2                 |

## Terza serie (dal 2020)
La terza generazione di Kuga è stata presentata nell'aprile 2019 all'evento Ford Go Further di Amsterdam. L'auto è basata sul pianale C2 della Ford Focus, dalla quale riprende anche il design degli interni e degli esterni. Grazie a questo pianale la rigidità è aumentata del 10% mentre il peso è diminuito di 90 kg rispetto al modello precedente. Questa generazione è più grande rispetto alla precedente, con una larghezza maggiore di 44 mm e una lunghezza superiore di 89 mm; il passo è stato aumentato di 20 mm.
Questa generazione Kuga è disponibile, oltre alle classiche motorizzazioni a benzina e diesel, in tre versioni ibride. La Kuga offre tre tipi di motori ibridi: mHEV (ibrido leggero a 48 volt), FHEV (full hybrid) e PHEV (ibrido ricaricabile). La Kuga ibrida plug-in ha un motore a benzina a ciclo Atkinson a quattro cilindri aspirato da 2,5 litri da 225 CV, combinato con una trasmissione CVT e una batteria da 14,4 kWh.
Nel 2021 Ford esordisce un motore full hybrid (FHEV) 2.5 da 190 CV dotato di una batteria da 1,1 kWh. Nel 2022 vengono rimossi a listino i motori diesel.
L'auto viene assemblata nello stabilimento di Valencia in Spagna; mentre la versione commercializzata negli Stati Uniti, denominata Ford Escape, è assemblata nello stabilimento di Louisville in Kentucky.

### Motorizzazioni
| Modello                     | Disponibilità | Motore         | Cilindrata (cm³) | Potenza max     | Coppia max (Nm) | Emissioni CO2 (g/km) | 0–100 km/h (secondi) | Velocità max (km/h) |
| 1.5 EcoBoost 120 CV 2WD     | dall'esordio  | Benzina        | 1499             | 88 kW (120 CV)  | 240             | 128                  | 11,3                 | 195                 |
| 1.5 EcoBlue 120 CV 2WD      | dall'esordio  | Diesel         | 1499             | 88 kW (120 CV)  | 300             | 115                  | 11,5                 | 180                 |
| 2.0 EcoBlue 190 CV 4WD      | dall'esordio  | Diesel         | 1997             | 140 kW (190 CV) | 400             | 132                  | 8,7                  | 208                 |
| 2.0 EcoBlue mHEV 150 CV 2WD | dall'esordio  | Diesel         | 1997             | 110 kW (150 CV) | 370             | 116                  | 9,8                  | 194                 |
| 2.5 Duratec PHEV 2WD        | dall'esordio  | Ibrido plug-in | 2488             | 165 kW (225 CV) | 200             | 26                   | 9,2                  | 200                 |
| 2.5 Duratec FHEV 2WD        | dal 2021      | Full Hybrid    | 2488             | 140 kW (190 CV) | 200             | 125                  | 9,5                  | 196                 |
| 2.5 Duratec FHEV AWD        | dal 2021      | Full Hybrid    | 2488             | 140 kW (190 CV) | 200             | 125                  | 9,5                  | 196                 |